# Mount Wood, Yukon
Mount Wood är ett berg i Kanada. Det ligger i territoriet Yukon, i den västra delen av landet. Toppen på Mount Wood är 4 842 meter över havet.
Den högsta punkten i närheten är Mount Steele, 5 073 meter över havet, 19,2 km sydost om Mount Wood. Det finns inga samhällen i närheten.
Trakten runt Mount Wood är permanent täckt av is och snö.